# يوميكو اوكادا
يوميكو اوكادا (باليابانية: 岡田結美子؛ بالكانا: おかだ ゆみこ) هي لاعبة الغو ‏ يابانية، ولدت في 22 يونيو 1970 في طوكيو في اليابان.